# Ein Virus kennt keine Moral
Ein Virus kennt keine Moral (Un virus no coneix morals) és una pel·lícula Alemanya de 1986 dirigida, escrita i produïda per Rosa von Praunheim. La pel·lícula és una comèdia negra sobre l'epidèmia de la SIDA. Feta amb un pressupost baix, amb un estil campy i sense actors professionals, cobreix molts aspectes de la sida i els seus efectes, a més d'atacar els rumors que l'envolten d'una manera satírica.

## Repartiment
- Dieter Dicken com a Dieter, empleat de la sauna
- Maria Hasenäcker com a Prof. Dr. sang
- Christian Kesten com a Christian, estudiant de música eclesiàstica
- Eva-Maria Kurz (acreditada com a Eva Kurz) com a periodista Carola Schrecksch
- Rosa von Praunheim com a propietari de la sauna Rüdiger Kackinski
- Ina Blum (com a Regina Rudnick) com a terapeuta Tomalik-Samenkorn
- Thilo von Trotha com el revolucionari Karl Kolle
- Holger Klotzbach com a assessor del ministre (acreditat com a Die 3 Tornados)
- Arnulf Rating com a assessor del ministre (acreditat com a The 3 Tornados)
- Günter Thews com el ministre (acreditat com a Die 3 Tornados)
- Craig Russell com a barman
- Hella von Sinnen com a infermera Rita
- Gisela Dreyer (acreditada com a Gisela Dryer) com a Gisela
- Nadja Reichardt (acreditada com a Nadja Patricia Reichardt) com a Nadja
- Ellen Reichhardt (acreditada com a Ellen F. Reichhardt) com a mare de Rüdiger